# Filippo Rusuti

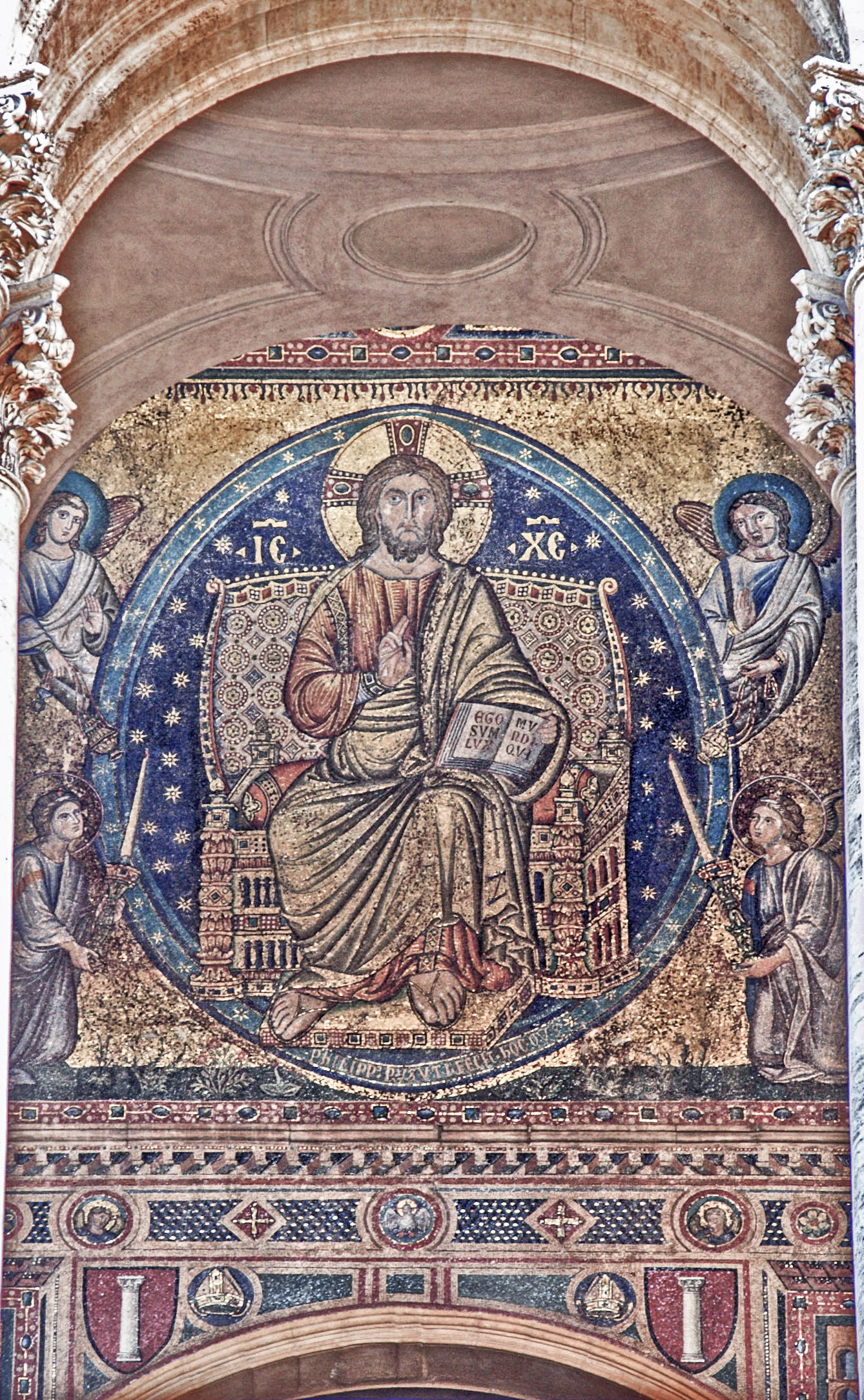
Cristo in gloria - Basilica di Santa Maria Maggiore, Roma

Filippo Rusuti (1255 circa – 1325 circa) è stato un pittore mosaicista italiano, attivo a Roma fra il 1288 e il 1297 e a Napoli intorno al 1320.

## Biografia
Di questo pittore conosciamo molto poco; apparteneva, insieme a Jacopo Torriti e Pietro Cavallini, alla cosiddetta scuola romana attiva alla fine del XIII secolo.
Agli inizi della sua attività fu presente nella decorazione a fresco della Basilica Superiore di San Francesco ad Assisi, forse a fianco o al seguito di Jacopo Torriti: gli sono state attribuite alcune parti delle Storie della Genesi, in particolare la Creazione di Adamo ed Eva e forse la Costruzione dell'arca.
Una sua celebre opera è il registro superiore della decorazione musiva dell'antica facciata della chiesa romana di Santa Maria Maggiore, dove la presenza del cardinale Pietro Colonna ci consente di datare il mosaico tra il 1288 e il 1297. Gli storici dell'arte ritengono che il registro inferiore dello stesso mosaico, con le Storie della fondazione della chiesa liberiana, sia da ritenersi un intervento di alcuni anni successivo e attribuibile a seguaci del Rusuti che lo realizzarono sui suoi disegni, ma in assenza del maestro.
Per il resto Rusuti collaborò con Torriti anche alla decorazione interna della stessa chiesa.
Si è ricostruita una presenza di Filippo Rusuti (col figlio Giovanni e con un Nicolaus Desmerz) a Poitiers, in base ad una più attenta lettura di documenti (ora perduti) che attestano un Filippus Bizuti o piuttosto Ruzuti nel 1309, nel 1316-17, al servizio dei re di Francia; ma forse anche al seguito di un Colonna presso la corte papale di Avignone.
Non è escluso, comunque, che, seguendo le commissioni dei Colonna, potrebbe essere tornato a Roma entro il secondo decennio del secolo.
Infine, ancora per il tramite Colonna-Angioini, intorno al 1319 Rusuti si recò a Napoli presso la corte Angioina al seguito di Pietro Cavallini per la decorazione ad affresco della chiesa di Santa Maria Donnaregina, dove sono probabilmente sue le figure dei Profeti. Ancora a Napoli realizzò intorno al 1320 alcune scene della Vita di Cristo nella cappella Brancaccio della chiesa di San Domenico.
All'inizio di giugno 2010 l'artista e studioso Alfred Breitman ha attribuito a Filippo Rusuti, incontrando il consenso di storici dell'arte antica, il ciclo di affreschi scoperti in una torre del palazzo Senatoriale in Campidoglio.
Dopo un’operazione di restauro, conclusa recentemente (ottobre 2018), all’artista è stata attribuita l’icona della Madonna col Bambino della Basilica di Santa Maria del Popolo.

## Opere
- Facciata di Santa Maria Maggiore, a Roma:
  - Cristo in gloria tra i simboli degli evangelisti, la Vergine e i santi Giacomo, Paolo, Giovanni Battista e Pietro (firmato)
  - Sogno di papa Liberio
  - Apparizione della Vergine in sogno al patrizio Giovanni (ampiamente rifatta)
  - Il patrizio Giovanni narra la visione della Madonna a papa Liberio
  - Papa Liberio traccia il perimetro della basilica di Santa Maria Maggiore sulla neve
- Creazione di Adamo ed Eva (forse con Jacopo Torriti), nella basilica superiore di San Francesco d'Assisi
- Mosaico absidale con la Madonna tra i santi Crisogono e Giacomo, nella basilica di San Crisogono a Roma (attr. Bellosi)
- Affreschi con Storie di santi benedettini nel chiostro del monastero di Santa Scolastica a Subiaco (attr. Bellosi)
- Tavola con San Nilo nell'abbazia di San Nilo (attr. Bellosi)
- Angeli nella cattedrale di Saint-Nazaire a Béziers (attr. Bellosi)
- Affreschi nella chiesa di Santa Maria Donnaregina a Napoli
- Alcune scene della Vita di Cristo nella cappella Brancaccio della chiesa di San Domenico a Napoli
- Madonna del Popolo, Roma, Santa Maria del Popolo (firmata)[3]